# Elias Cairel
Troubadour de renommée internationale au début du XIIIe siècle, Elias Cayrel naît à Sarlat, dans le Périgord. Orfèvre de son métier, il s'intéresse à la poésie et quitte son métier d'orfèvre, pour se faire troubadour et jongleur «e Jelz se joglar ». Il se met à parcourir une partie de l'Europe principalement la « Romanie » (l'Empire de Constantinople).
Il aurait accompagné la quatrième croisade (1202-1204), puis se serait installé dans le royaume de Thessalonique. Il aurait aussi fait des séjours en Espagne et en Lombardie.
Selon De Bartholomaeis, dans les Annales du Midi, vol XVI, page 490, l'activité de Cairel se limite principalement « aux années 1208-1220 », et elle comprend quatorze œuvres lyriques, dont dix cansos, une tenson, un descort, un sirventès et une canso de croada (croisade).
Il semblerait qu'Elias Cairel n'ait pas reçu toute la réputation qu'il aurait méritée « parce qu'il ne fut point assez courtisan (e pel desdeing quel avia dels baros e del segle, no fo tan gmzitz com la sua obra valia (p. 492) ».
Elias Cairel fait partie de cette « liste impressionnante de troubadours qui trobada entre 1188-1228 ».

## Avant-propos
Comme les dates des œuvres d'Elias Cairel varient selon les auteurs, celles qui sont indiquées dans cet article sont tirées du site Rialto, Repertorio informatizzato dell’antica letteratura trobadorica e occitana (Rialto-unina.it.).

## Biographie
Les troubadours étaient issus de différents milieux sociaux: de aristocratie (rois, marquis, comte), des chevaliers, des clercs, des laïcs, des roturiers, des anciens jongleurs et des poètes. On trouvait même des fournier (pain), des fils de tailleurs ou de pêcheurs. Elias Cairel, selon les sources encore disponibles, était descendant de la bourgeoisie : « they (troubadours) were drawn from a wide variety of social backgrounds, ranging from great lords,… knights…, scions of the bourgeoisie (Peire Vidal, Elias Cairel…)».
Né à Sarlat dans le Périgord, sa date de sa naissance semble inconnue. Mais, il serait né vers les trois quarts du XIIe siècle. C'était un laïc, orfèvre de profession qui gravait l'or, l'argent et qui était aussi « dessinateur d'armoiries». S'étant épris de la poésie, il abandonne son métier pour devenir jongleur et troubadour. Il passe alors sa vie dans les cours des nobles: il anime les soirées de châteaux, il accompagne les marches militaires et jamais il « ne sait la veille où il prendra son gîte le lendemain! (p. 493) ».
Il traverse la frontière pour aller dans le Piémont et se rendre auprès du Margrave (marquis) Boniface de Montferrat qui était un grand admirateur et protecteur des troubadours. En 1202, il suit la Quatrième croisade lancée depuis Venise, accompagnant le marquis. Puis à son retour de croisade en 1204, Elias Cairel s'installe en Thessalonique (Grèce) à la cour de Boniface. Pendant la période où Cairel est toujours à Negroponte en Grèce chez Boniface de Montferrat, il tombe amoureux d'une dame au prénom d'Isabella. En 1204, pour égayer les soirées de châteaux, une tenson entre Isabella -qui est troubadouresse- et lui, s'écrit: N'Elyas Cairel, del amor. (p. 497),.

Il est encore chez les Montferrat lorsque le marquis décède en septembre 1207 et que son fils, Guillaume VI de Montferrat prend le pouvoir. Ce dernier ne semble pas pressé de prendre les armes et tenter de reprendre le royaume de Thessalonique. Cairel lui écrit un sirventès en 1207 pour le critiquer. Ce sirventès est considéré par beaucoup comme l'œuvre la plus importante de l'auteur: Pois chai la fuoilla del garric (Puisque tombe la feuille du chêne) : 
« Marquis, je veux que les moines de Cluny

fassent de vous leur capitaine,

ou que vous soyez abbé de Citeaux ;

puisque vous avez le cœur assez mercenaire

pour aimer mieux deux bœufs et une charrue

à Montferrat qu'ailleurs être empereur.

On peut bien dire que jamais fils de léopard

ne dégénéra jusqu'à se tapir dans un terrier à la

manière des renards».
.

Par la suite, entre 1207 et 1209, il écrira pour Isabella, Mout mi platz le douts temps d'abril (Grandement me plaît le doux temps d'avril), mais cette chanson dit aussi au sujet du marquis Guillaume VI de Montferrat: 
« que jamais de lui-même le grillon

n'entra dans la bouche du renard endormi… »
 Cairel fait clairement allusion à Frédéric Lange qui ne viendrait pas de lui-même restituer le royaume de Macédoine au frère de Guillaume VI, Démétrios de Montferrat (p. 494). Elias Cairel écrit entre 1208 à 1209 la chanson Abril ni mai on aten de far vers (Je n'attends ni avril ni mai pour faire un « vers ») et pour Isabella, en 1209, Estat ai dos ans (J'ai été deux ans sans composer).
Peu de temps après, Elias Cairel retourne dans l'ouest de l'Europe où il séjourne en Espagne à la cour d'Alfonso IX de Leon (Alphonse IX de León), vers 1210, et il était probablement présent à la Bataille de Las Navas de Tolosa (1212). Le roi Alfonso est pour lui d'une générosité particulière. À la même époque, vers 1213, il aurait aussi séjourné en Italie, à Pise ou à Cagliari, au moment où il écrit Ara no vei puoi ni comba (Aujourd'hui je ne vois ni colline ni comble). À la cour d'Alfonso IX, il serait resté au moins jusqu'en 1219, du moins d'après les écrits qu'il a laissés entre 1214 et 1219: Si com cel que sos companhos et Totz mos cors e mos sens (chanson adressée au roi Alfonso).

En 1220, Elias Cairel se rend en haute Italie pour assister au passage de Frédéric II et à son couronnement à Rome, (p. 380),,. Après ce couronnement, Cairel a été vu auprès de ce prince de Milanez qui était une personne qui aimait la poésie (p. 380). Toutefois, Cairel n'avait pas les faveurs qu'il escomptait de Frédéric II qui le fatiguait à le faire suivre dans ses marches militaires et qui le payait mal (p. 493). Cairel en parle dans sa chanson, en 1220: Freit ni neus no'm pot destrenher (Ni le froid ni la neige ne peuvent me contraindre) : 
 « Cairels, tout en assurant, dans une de ses chansons, que le froid et la neige ne l'empêchent point d'être joyeux dans ces déplacements des armées, se ressouvient de son état d'orfèvre, et nous dit que son gracieux maître l'a tant fait jeûner depuis qu'il esta son service, qu'il n'est plus en état de le suivre, et que la lime ne trouverait pas à mordre sur son corps » (p. 423) et qu'il doit s'en séparer pour rejoindre l'Espagne.
 À la même période, Elias Cairel, est aussi chez le marquis Guillaume VI, le fils de Boniface de Montferrat, dans le Piémont en Italie (p. 497). Le marquis est son mécène attitré. Entre 1221 et 1226, il compose Quan la fridors irais (Quand la froidure rend), un descort, à la cour d'Azzo VII d'Este, en Italie.
En 1224, il écrit So que m sol dar alegransa, chanson qui s'adresse au Marquis de Montferrat. Et entre 1225 et 1226, il compose Qui saubes dar tan bon conselh denan, une invitation à la croisade. Finalement, Guillaume VI part pour la Thessalie en 1225 et y perd la vie.
De son côté, Frédéric II, empereur, part en expédition en Syrie en 1229. Elias Cairel l'accompagne et ce voyage dure très longtemps (p. 495-496).
Après toutes ses pérégrinations, Elias Cairel retourne dans son bourg natal, Sarlat. Il y finit ses jours et sa mort se place autour de l'an 1260 (p. 495-496).

## Elias Cairel, le troubadour
Comme troubadour, Elias Cairel écrit des cansos/chansons dans la tradition courtoise. Comme il a été mentionné plus haut, les deux biographes ne s'entendent pas sur la qualité de l'artiste qu'était Elias Cairel: le premier de dire qu'il chantait mal, composait mal, jouait mal de la viole, et parlait mal (Mal cantava, et mal trobava, et mal violava, e peieitz parlave, e ben escrivia mots e sons). Le second, prétend plutôt qu'il était très habile dans la composition et dans tout ce qu'il voulait faire ou dire (esaup be lettras e fo molt sotils en trobard & entot quant et volc far ni dir).

L'abbé Millot dit de Cairel ceci : 
 « Mais s'il méprisa le monde & les seigneurs, comme l'observe un de nos manuscrits; s'il n'eut pas le caractère souple d'un courtisan (« e pel desdeing quel avia de/s baros e del segle (p. 492) », ni le génie de l'intrigue, comme les ouvrages semblent le prouver; avec plus de mérite encore, vraisemblablement il eût échoué dans les cours. Elles furent de tout tems l'écueil des esprits roides, plus même que des âmes vertueuses (p. 387)
.

## Thèmes principaux de sa poésie

### La Dame Isabella
Isabella de Palaviccini vit à la cour de Boniface de Montferrat. Elias Cairel s'éprend d'elle loue ses qualités dans quelques chansons. Même après le départ d'Isabella pour la Grèce, Cairel continue « de lui adresser de nombreux vers».

### Les seigneurs, les marquis, les rois
À plusieurs reprises dans sa vie, Cairel exprime son mécontement envers les seigneurs et aussi une forme de mépris pour le monde. Beaucoup de pièces conservées mentionnent Guillaume VI, marquis de Montferrat et fils de Boniface. En effet, au sujet des croisades, il va se plaindre de l'empereur Guillaume VI, dans So que M sol dar alegransa: « qui tarde trop à passer la mer; & il invite le marquis de Montferrat à le suivre quand il partira» (p. 385). 
«Qu'at-

« tendent-ils? Tandis qu'ils se font la guerre les uns aux

« autres, les Turcs, les Sarrasins, les Arabes, auront bientôt

« tout envahi Marquis Guillaume, que les plaisirs de

« Montferrat ne vous enchaînent point; vous arriverez trop

« tard pour venger votre père. » (p. 496) 
Dans une autre chanson, Qui saubes dar tan bon conselh denan, il accuse les seigneurs, les rois, les chevaliers, les marquis, les barons et l'empereur Frédéric II et le marquis Guillaume « de retarder par leurs guerres particulières la délivrance de Jérusalem; il parle des croisés qui doivent passer en Hongrie sur les terres des Grecs, pour secourir l'impératrice de Constantinople » (p. 385)

## Cansos, tenson, descort, sirventès, canso de croada

### Cansos/chansons
Par ordre chronologique :
- 1207-1209 : Mout mi platz lo doutz temps d’abril (Grandement me plaît le doux temps d'avril)(Grèce, Négrepont). Il brosse le portrait de dame Isabelle[18].
- 1208-1209 : Abril ni mai non aten de far vers (Je n'attends ni avril ni mai pour faire un « vers ») (Grèce).
- 1209—Estat ai dos ans (J'ai été deux ans sans composer) (Grèce).
- Circa 1213 : Ara no vei puoi ni comba (Aujourd'hui je ne vois ni colline ni comble)(Italie, à Pise ou à Cagliari)

Entre 1214 et 1219 : Si com cel que sos compnhos (Comme celui qui ses compagnons) (Espagne, à la cour d'Alfonso IX de Leon)
- Entre 1214 et 1219 : Totz mos cors e mos sens (Tout mon cœur et mon esprit) (Espagne, à la cour d'Alfonso IX de Leon) (Chanson pour le roi Alfonso).
- 1220 : Freitz ni ven, nom pot destrenher (Ni le froid ni la neige ne peuvent me contraindre)(Italie, dans le cortège de Frédéric II).
- 1224 : So que 'm sol dar alegransa (L'objet qui me donne habituellement de la joie)(Italie).
- Date inconnue : Lo rossinhols canta tan doussamen (Le rossignol chante si doucement).
- Date inconnue : Per mantener joi e can e solatz (Pour maintenir joie et chant et badinage).

### Canso de croada/chanson de croisade
- 1225-1226 : Qui saubes dar tan bon conselh denan (Si l'on savait donner un aussi bon conseil) (Italie)[19].

### Descort
- 1221-1226 : Quan la fridors irais l'aura doussama (Quand la froidure rend) (Italie, à la cour d'Este).

### Tenson
- 1204 : N’Elias Cairel, de l’amor --- (Maître Elias Cairel, de l'amour) (Grèce), tenson entre la dame Isabella (une troubadouresse) et Elias Cairel[8].

### Sirventès
- 1207 : Pois cai la fuolha del garric (Puisque tombe la feuille du chêne) (Grèce, après la mort de Boniface de Montferrat).

## Complément d'informations
On retrouve plusieurs de ses œuvres à la Bibliothèque Riccardiana de Florence et à la Bibliothèque nationale de France de Paris.